# 布里恩茨-羅特洪鐵路
布里恩茨-羅特洪鐵路（德語：  （BRB）是位於瑞士的觀光齿轨铁路，起點為布里恩茨湖东端的布里恩茨，終點是布里恩茨洪峰山頂，路線长 7.6公里，最高點海拔2244公尺，是瑞士第四高的鐵路。其軌距800毫米，採用Abt 双齒板齒軌。本路線與瑞士大多數齒軌鐵路不同之處在於並未電氣化，大多数列车使用蒸汽机车。    

## 历史

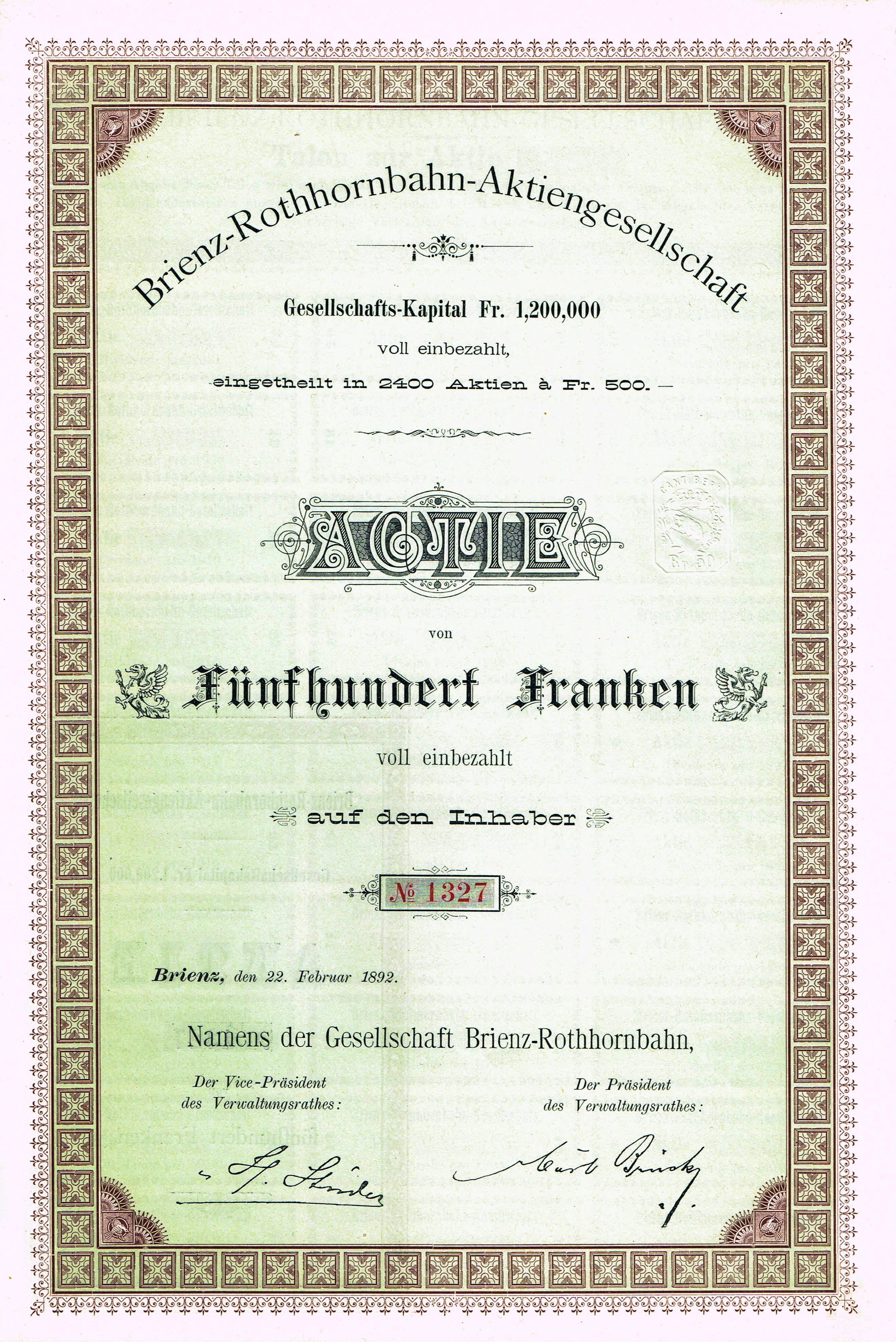
布里恩茨-洛特霍恩铁路股份公司 (Brienz-Rothornbahn-AG) 的股票，1892 年

經過兩年的建設後布里恩茨-羅特洪鐵路於 1892 年 6 月 17 日通車，其團隊包括工程師亞歷山大·林德納 (Alexander Lindner) 和承包商西奧·貝爾欽格 (Theo Bertschinger)，使用山區鐵路先驅羅曼·阿伯特 (Roman Abt)提供其所新開發的Abt 双齒板齒軌。
鐵路線在布里恩茨與1888年通車的布呂尼格線交匯，該路線從布里恩茨向東通往琉森，但遲至 1916 年才向西延伸至因特拉肯。因此許多早期前往羅特洪的旅客需要搭乘經過布里恩茨湖的輪船抵達。 
公司很快就陷入了財務困境。原計畫年客運量為 25,000 人次，但第一年僅有 5,000 名乘客。 1895 年徐尼格觀景台鐵路和 1898 年少女峰鐵路的開通進一步影響了旅遊交通。由於第一次世界大戰，於 1914 年 8 月 1 日暫時停駛，但戰爭結束後並未恢復。
1918 年進行了必要的維護，並從普拉納爾普車站運送了少量木材。 1924 年和 1925 年，徐尼格觀景台鐵路租用了車廂，為本路的維護工作提供了資金，最終在開行了17 年來第一列到達山頂的火車後四天，於1931 年 6 月 13 日正式重新營運。之後持續的維護工作使得鐵路狀況維持良好。
與其他瑞士山區鐵路不同，布里恩茨-羅特洪鐵路並未電氣化，這是該路線的一大特色——在1953 年到 1990 年之間，布里恩茨-羅特洪鐵路是瑞士唯一使用蒸汽動力的鐵路線。雖然其他瑞士山區鐵路也提供蒸氣特別列車，但布里恩茨-羅特洪鐵路是唯一主要以蒸汽機車行駛正班車的鐵路；柴油機車僅用於加班車和客流量不大的時候。

## 路线
在全長7.6公里的路線中，最大坡度為千分之250，還有五条隧道。起點是海拔566公尺的布里恩茨，車站位於瑞士中央鐵路布呂尼格線的布里恩茨站對面。附近还有BLS AG在布里恩茨湖上的船運码头。 
全線單線，設有三處交會側線。第一個位於海拔1019公尺的蓋爾德里德（Geldried）； 第二個是海拔1341公尺的普拉納爾普站（ Planalp station ），在此蒸汽機車停留加水；第三個位於海拔1819公尺的Oberstafel。
鐵路的終點站是位於峰頂下方的羅特洪峰頂站（ Rothorn Kulm station），海拔2244公尺。 
峰頂車站和布吕尼格線的布吕尼格-哈斯利貝格站之間有一條熱門健行路徑（布呂尼格線在此穿越布呂尼格山口）。 
|  |  |  |  |  |

## 機車和車輛
有蒸汽機車軸配置均為0-4-2，亦即三軸中有兩個動軸。老式蒸氣機車的水箱在側邊，採用 SLM（前瑞士机车和机械厂）的標準「跪牛」設計。新型蒸汽機車採用高效率的輕油燃燒，由温特图尔的 SLM所製造造。